# Liste der Baudenkmale in Oldenburg (Oldb) – Ziegelhofstraße
In der Liste der Baudenkmale in Oldenburg (Oldb) – Ziegelhofstraße stehen alle Baudenkmale der Ziegelhofstraße in Oldenburg (Oldb).  Die Quelle der IDs und der Beschreibungen ist der Denkmalatlas Niedersachsen.
Der Stand der Liste ist das Jahr 2022.

## Allgemein
In den Spalten befinden sich folgende Informationen:
- Lage: die Adresse des Baudenkmales und die geographischen Koordinaten. Kartenansicht, um Koordinaten zu setzen. In der Kartenansicht sind Baudenkmale ohne Koordinaten mit einem roten Marker dargestellt und können in der Karte gesetzt werden. Baudenkmale ohne Bild sind mit einem blauen Marker gekennzeichnet, Baudenkmale mit Bild mit einem grünen Marker.
- Bezeichnung: Bezeichnung des Baudenkmales
- Beschreibung: die Beschreibung des Baudenkmales. Unter § 3 Abs. 2 NDSchG werden Einzeldenkmale und unter § 3 Abs. 3 NDSchG Gruppen baulicher Anlagen und deren Bestandteile ausgewiesen.
- ID: die Objekt-ID des Baudenkmales
- Bild: ein Bild des Baudenkmales, ggf. zusätzlich mit einem Link zu weiteren Fotos des Baudenkmals im Medienarchiv Wikimedia Commons. Wenn man auf das Kamerasymbol klickt, können Fotos zu Baudenkmalen aus dieser Liste hochgeladen werden:

Zurück zur Hauptliste
| Lage                                          | Bezeichnung           | Beschreibung | ID       | Bild |
| --------------------------------------------- | --------------------- | --- | -------- | ---- |
| Ziegelhofstraße 6 53° 8′ 47″ N, 8° 12′ 38″ O  | Wohnhaus              | Eckhaus zur Johannisstraße. Eineinhalb- bis zweigeschossiger Putzbau mit Backsteinfassade und Rückgebäude aus Backstein. Zur Johannisstraße langgestreckter eineinhalbgeschossiger Trakt mit Mezzanin, Ecke abgeschrägt mit rundbogigem Eingang und darüber Erker. Zur Ziegelhofstraße zweigeschossig, rechts Anbau unter Mansarddach, vor dem Kernbau ein Zwerchhaus unter Mansarddach. Im EG zwei korbbogige Schaufenster, im OG drei Fenster. Gliederung durch geschossteilendes Gesims in Backstein / Putz, an der Fassade Fensterrahmungen in Werkstein. Rückwärtig zur Johannisstraße von der Straße zurückgesetzter Anbau (ehem. Stall und Speicher, später Werkstatt), zweigeschossiger Backsteinbau auf winkelförmigem Grundriss unter Satteldächern. Rundbogenfenster mit eisernen Rahmen, der giebelständige Teil mit drei Achsen, mittig korbbogige Ladeluken. Gliederung durch geschossteilenden Sägezahnfries. Erbaut 1880 (zusammen mit dem Rückgebäude), Ladeneinbau und Fassade mit rechtsseitigem Anbau 1920er Jahre. | 37424421 | BW   |
| Ziegelhofstraße 7 53° 8′ 48″ N, 8° 12′ 35″ O  | Bäckerei Theodor Koop | Eckhaus zur Dwostraße/Würzburger Straße. Dreigeschossiger Putzbau mit konkav gekrümmter Fassade unter Satteldach. Etwas links von der Mitte rundbogiger Eingang, begleitet auf jeder Seite von einem Schaufenster, darüber drei Achsen, gerahmt von Lisenen, darüber im 2. OG mittig Balkon und im Dach breite Schleppgaupe. Links an der Ziegelhofstraße weiteres Schaufenster, darüber im 1. OG Dreifenstergruppe und im 2. OG zwei Fenster. Rechts zur Dwostraße vier weitere Achsen und abschießend eine schmalere mit Nebeneingang und Treppenhausfenstern. Putzgliederung: Portalrahmung mit Pilastern, Gebälk und geschweiftem Giebel, über Türbogen Inschrift „Theodor Koop“ und im Gebälk Relief mit Brezel von zwei Löwen gehalten, über den Schaufenstern links Inschrift „Bäckerei“ und rechts „Conditorei“, im EG und 1. OG insgesamt sechs Lisenen in der Art von stilisierten kolossalen Pilastern, darüber Gebälk (dadurch das 2. OG optisch wie eine Attika wirkend), im 2. OG enger gesetzte Lisenen und kleine Reliefs mit Fruchtkörben und Fruchtgehängen. Fenster und Türen bauzeitlich. Rechts zur Dwostraße jüngerer zweigeschossiger Anbau. Erbaut 1912, Architekt: Heinrich Brünjes. | 42026221 | BW   |
| Ziegelhofstraße 22 53° 8′ 51″ N, 8° 12′ 35″ O | Wohnhaus              | Doppelhaus, traufständiger eingeschossiger Putzbau von neun Achsen unter Schopfwalmdach. Eingänge in der rechten Achse und dritten Achse von links. Links wohl etwas jüngerer Anbau unter Satteldach. Erbaut 1832. | 37423542 | BW   |
| Ziegelhofstraße 27 53° 8′ 52″ N, 8° 12′ 32″ O | Wohnhaus              | Giebelständiger eineinhalbgeschossiger Putzbau von vier Achsen über Kellersockel mit Drempel unter Satteldach (Typus „Oldenburger Hundehütte“). Mittig Sockel vorgezogen für Terrasse. Auf der rechten Seite zurückgesetzter Vorbau mit Eingang. Putzgliederung: geschossteilende Gesimse, Fensterrahmungen, im Giebel mittig Brüstungsreliefs, Rankenrelief zwischen den Fenstern und Ädikula. Verzierter Schwebegiebel. Vorgarten und eiserne Einfriedung. Erbaut 1875. | 37423563 | BW   |
| Ziegelhofstraße 31 53° 8′ 53″ N, 8° 12′ 32″ O | Wohnhaus              | Giebelständiger eineinhalbgeschossiger Putzbau von vier Achsen über Kellersockel mit Drempel unter Satteldach (Typus „Oldenburger Hundehütte“). Auf der linken Seite zurückgesetzter Vorbau mit Eingang. Putzgliederung: Rustizierung des Sockels, geschossteilende Gesimse, über dem EG mit Rankenfries, Kantenlisenen, am Eingang Pilaster, Fensterrahmungen, Brüstungsreliefs, am Giebel mittig Pilaster und Gebälk. Verzierter Schwebegiebel. Vorgarten und eiserne Einfriedung. Erbaut 1875. | 37423583 | BW   |
| Ziegelhofstraße 49 53° 8′ 55″ N, 8° 12′ 30″ O | Wohnhaus              | Giebelständiger eineinhalbgeschossiger Putzbau von vier Achsen über Sockelgeschoss mit Drempel unter Satteldach (Typus „Oldenburger Hundehütte“). Rechts jüngerer Garageneinbau. Auf der linken Seite zurückgesetzter Vorbau mit Eingang. Putzgliederung: geschossteilende Gesimse, Fensterrahmungen, Brüstungsfelder. Vorgarten. Erbaut 1901, Architekt: Heinrich Wittholt. | 37470846 | BW   |
| Ziegelhofstraße 51 53° 8′ 55″ N, 8° 12′ 29″ O | Wohnhaus              | Giebelständiger eineinhalbgeschossiger Putzbau von vier Achsen über Sockelgeschoss mit Drempel unter Satteldach (Typus „Oldenburger Hundehütte“). Auf der linken Seite zurückgesetzter Vorbau unter hohem Satteldach mit Eingang. Fenster im EG rekonstruiert. Putzgliederung: Quaderung des Sockels, horizontale Fugen, geschossteilende Gesimse, am Eingang Pilaster, im Giebel Fensterrahmungen, Brüstungsreliefs, Pilaster und Gebälk. Vorgarten. Erbaut um oder kurz vor 1900. | 37472674 | BW   |
| Ziegelhofstraße 53 53° 8′ 55″ N, 8° 12′ 28″ O | Wohnhaus              | Zweigeschossiger Putzbau von sechs Achsen unter Walmdach. Eingang mittig. Fenster zu zweit gruppiert. Putzgliederung: geschossteilendes Gesims, im EG horizontale Fugen, Fensterrahmungen, im OG Brüstungsfelder, unter der Traufe Zahnschnitt. Vorgarten und eiserne Einfriedung. Erbaut wohl um 1880. | 37472696 | BW   |
| Ziegelhofstraße 55 53° 8′ 55″ N, 8° 12′ 27″ O | Wohnhaus              | Giebelständiger eineinhalbgeschossiger Putzbau von vier Achsen über Sockelgeschoss mit Drempel unter Satteldach (Typus „Oldenburger Hundehütte“). Auf der linken Seite zurückgesetzter Vorbau mit Eingang, davor Freitreppe. Putzgliederung: Rustizierung des Sockels, geschossteilende Gesimse, Fensterrahmungen, am Giebel mittig Brüstungsfelder. Vorgarten. Erbaut um 1890. | 37472718 | BW   |
| Ziegelhofstraße 57 53° 8′ 55″ N, 8° 12′ 26″ O | Wohnhaus              | Eckhaus zur Hochhauser Straße. Zweigeschossiger Putzbau von vier Achsen über Sockelgeschoss unter Walmdach. Rechts Sockel vorgezogen für Terrasse. Mittig Zwerchhaus mit Voluten. Auf der linken Seite zurückgesetzter Vorbau mit Eingang. Putzgliederung: horizontale Fugen, geschossteilende Gesimse, im Obergeschoss Brüstungsband, Fensterrahmungen, im OG Brüstungsfelder, Traufgesims mit Zahnschnitt, am Zwerchhaus Pilaster und Gebälk. Zu beiden Straßen Vorgarten und eiserne Einfriedung. Erbaut 1896, Architekt: Heinrich Wittholt. | 37472740 | BW   |
| Ziegelhofstraße 59 53° 8′ 55″ N, 8° 12′ 25″ O | Wohnhaus              | Eckhaus zur Hochhauser Straße. Zweigeschossiger Putzbau von vier Achsen über Sockelgeschoss unter Walmdach. Mittig Zwerchhaus. Eingang auf der rechten Seite. Fenster segmentbogig. Putzgliederung: Rustizierung des Sockels, horizontale Fugen, geschossteilende Gesimse, Fensterrahmungen, im OG Balusterbrüstungen, Traufgesims, am Zwerchhaus Pilaster. Zu beiden Straßen Vorgarten und eiserne Einfriedung. Erbaut 1901-1902, Architekt: Heinrich Wittholt. | 37472762 | BW   |
| Ziegelhofstraße 61 53° 8′ 55″ N, 8° 12′ 24″ O | Wohnhaus              | Zweigeschossiger Backsteinbau von vier Achsen über Sockelgeschoss unter Walmdach. Mittig Auslucht (ursprünglich wohl nur Terrasse), darüber Zwerchgiebel. Eingang auf der rechten Seite. Fenster segmentbogig. Putzgliederung: Rustizierung des Sockels, geschossteilende Gesimse, Brüstungs- und Sturzbänder, Kantenpilaster, Fensterrahmungen, im OG Balusterbrüstungen, Traufgesims mit Konsolfries, am Zwerchhaus Pilaster. Vorgarten und eiserne Einfriedung. Erbaut 1902, Architekt: Heinrich Wittholt. | 37472784 | BW   |
| Ziegelhofstraße 63 53° 8′ 55″ N, 8° 12′ 23″ O | Wohnhaus              | Zweigeschossiger Putzbau von vier Achsen über Sockelgeschoss unter Walmdach. Mittig zweiachsiger zweigeschossiger Standerker (ursprünglich nur Terrasse), darüber später veränderte Walmgaupe. Eingang auf der rechten Seite. Fenster segmentbogig. Putzgliederung: rustizierung des Sockels und der Kanten, horizontale Fugen, geschossteilende Gesimse, Fensterrahmungen, im OG Balusterbrüstungen. Vorgarten und eiserne Einfriedung. Erbaut 1902, Architekt: Heinrich Wittholt, Erker von 1960. | 37472806 | BW   |
| Ziegelhofstraße 65 53° 8′ 55″ N, 8° 12′ 22″ O | Wohnhaus              | Eckhaus zur Würzburger Straße. Zweigeschossiger Putzbau von vier Achsen über Sockelgeschoss unter Walmdach. Mittig Zwerchhaus unter Walmdach. Eingang auf der linken Seite. Fenster segmentbogig. Putzgliederung: horizontale Fugen, geschossteilende Gesimse, Fensterrahmungen, Traufgesims, am Zwerchhaus Pilaster. Zu beiden Straßen Vorgarten und eiserne Einfriedung. Erbaut 1901, Architekt: Heinrich Wittholt. | 37472828 | BW   |
| Ziegelhofstraße 91 53° 8′ 55″ N, 8° 12′ 8″ O  | Wohnhaus              | Zweigeschossiger Putzbau von drei Achsen über Sockelgeschoss unter Walmdach. Rechts zurückgesetzter Trakt von zwei Achsen, dadurch T-förmiger Grundriss. Vor dem Seitentrakt im EG Loggia und im OG Balkon mit Wintergarten. Eingang auf der linken Seite. Fenster im EG rundbogig. Putzgliederung: über dem Sockel geschossteilendes Gesims, in beiden Geschossen Halbsäulen sowie Kantenpilaster und abschließende Gebälke, über dem EG bereichert durch Konsolfries und über dem OG durch Rankenfries mit Greifen und Konsolfries, Fensterrahmungen, im OG mittig Rundbogennische mit Frauenskulptur, vor dem Seitentrakt weitere Rundbogennischen. Haus von der Straße zurückgesetzt, umgeben von einem großen, parkartig gestalteten Garten mit altem Baumbestand, zur Straße Einfriedung aus Mauer mit Eisengittern und Backsteinpfosten. Erbaut 1878, Architekt: Gerhard Schnitger. | 37423603 | BW   |
| Ziegelhofstraße 108 53° 9′ 1″ N, 8° 12′ 7″ O  | Wohnhaus              | Zweigeschossiger traufständiger Backsteinbau von drei Achsen unter Satteldach. Symmetrische Gestaltung mit übergiebelten Eckrisaliten, mit Quersatteldächern zur Rückseite durchgehend. Auf der linken Seite zurückgesetzter Vorbau mit Eingang. Zweifenstergruppen, gekuppelt und überfangen von Spitzbogen, nur mittig im EG einfaches Fenster unter Spitzbogen. Werkstein- und Putzgliederung: geschossteilendes Gesims, Brüstungsbänder und Sturzbänder, Brüstungsfelder. Verzierte Dachorte. Vorgarten und eiserne Einfriedung. Erbaut 1905. | 37423624 | BW   |
| Ziegelhofstraße 115 53° 9′ 2″ N, 8° 12′ 5″ O  | Wohnhaus              | Giebelständiger eineinhalbgeschossiger Putzbau von vier Achsen über Sockelgeschoss mit Drempel unter Satteldach (Typus „Oldenburger Hundehütte“). Rechts polygonaler eingeschossiger Standerker. Auf der linken Seite zurückgesetzter Vorbau mit Eingang. Fenster im EG segmentbogig, im Giebel mittig rundbogig. Putzgliederung: Rustizierung des Sockels, geschossteilende Gesimse, Fensterrahmungen, Brüstungsfelder, am Erker und im Giebel mittig Pilaster und Gebälk. Vorgarten und eiserne Einfriedung. Erbaut 1894. | 37472850 | BW   |
| Ziegelhofstraße 117 53° 9′ 2″ N, 8° 12′ 5″ O  | Wohnhaus              | Zweigeschossiger Putzbau von drei Achsen unter Walmdach. Eingang auf der linken Seite. Putzgliederung: geschossteilendes Gesims, im OG Brüstungsgesims, Fensterrahmungen, Traufgesims mit Zahnschnitt. Vorgarten. Erbaut 1895, Architekt: August Friedrich Wiedring. | 37472874 | BW   |
| Ziegelhofstraße 119 53° 9′ 2″ N, 8° 12′ 4″ O  | Wohnhaus              | Zweigeschossiger Putzbau von drei Achsen unter Walmdach. Eingang auf der linken Seite. Putzgliederung: geschossteilendes Gesims, im OG Brüstungsgesims, Fensterrahmungen, Traufgesims mit Konsolfries. Vorgarten. Erbaut 1895, Architekt: August Friedrich Wiedring. | 37472898 | BW   |
| Ziegelhofstraße 121 53° 9′ 3″ N, 8° 12′ 4″ O  | Wohnhaus              | Zweigeschossiger Putzbau von drei Achsen unter Walmdach. Eingang auf der linken Seite. Putzgliederung: geschossteilendes Gesims, im OG Brüstungsgesims, Fensterrahmungen, Traufgesims mit Zahnschnitt. Vorgarten. Erbaut 1895, Architekt: August Friedrich Wiedring. | 37472922 | BW   |
| Ziegelhofstraße 123 53° 9′ 3″ N, 8° 12′ 4″ O  | Wohnhaus              | Zweigeschossiger Putzbau von drei Achsen unter Walmdach. Eingang auf der linken Seite. Putzgliederung: geschossteilendes Gesims, im OG Brüstungsgesims, Fensterrahmungen, Traufgesims mit Konsolfries. Vorgarten. Erbaut 1895, Architekt: August Friedrich Wiedring. | 37472945 | BW   |